# Список виконтств Британских островов
Ниже приведён список всех виконтств в пэрствах Англии, Шотландии, Ирландии, Великобритании и Соединённого королевства, перечисленных в порядке создания, включая существующие, угасших и находящийся в состоянии неопределённости. Виконт занимает четвертое место в пэрстве Соединённого королевства, Великобритании, Англии, Шотландии и Ирландии. Из-за относительно позднего введения, обладатели титула имеют приоритет ниже графов и перед баронами.
Термин «виконт» («вице-граф») изначально был почётным судейским титулом, долгое время использовавшимся в англо-нормандской Англии для обозначения шерифа графства. Он был преобразован в знатный титул с наследственной передачей в Англии Генрихом VI в 1440 году, после аналогичной трансформации этого титула во Франции.
Большинство виконтов имеют пэрское достоинство с более высокими титулами, например, герцог, маркиз или граф, это может произойти по ряду причин, включая создание титула в качестве вспомогательного титула одновременно с более высоким званием пэра, повышение в ранге носителя титула в более позднее время до более высокого звания или посредством наследования, когда одно лицо является наследником двух отдельных титулов.
Виконты были созданы в пэрствах Англии и Шотландии до Акта об унии 1707 года, после чего были созданы в пэрстве Великобритании. После того, как в 1801 году вступили в силу Акты Союза 1800 года, все пэрства были созданы в пэрстве Соединённого королевства. Виконты в пэрстве Ирландии были созданы английскими и британскими монархами в качестве лорда или короля Ирландии. Первоначально ирландским пэрам не было предоставлено место в Палате лордов, поэтому носителю пэрского достоинства было разрешено заседать в Палате общин. Виконты Ирландии имеют приоритет ниже пэров Англии, Шотландии и Великобритании того же ранга и над пэрами Соединённого королевства того же ранга, но ирландские пэры, созданные после 1801 года, уступают пэрам Соединённого королевства, созданным ранее.
Ряд спикеров Палаты общин был возведен в достоинство пэра как виконты. Из девятнадцати спикеров в период с 1801 года по 1983 год одиннадцать стали виконтами, пять баронами, один отказался от звания пэра, а двое умерли при исполнении служебных обязанностей (а их вдовы были назначены виконтессами и баронессами). Последним таким был Джордж Томас, первый виконт Тонипанди, после своей отставки в 1983 году. С тех пор стало более обычным делом даровать пожизненное пэрство уходящим в отставку спикерам палаты общин.

## Соглашения об именах
В британской практике титул виконта может быть либо названием места, либо фамилией, либо их комбинацией: например, виконт Фалмут, виконт Гардиндж и виконт Колвилл Калросский, соответственно. Исключение составляют виконты в пэрстве Шотландии, которых традиционно титуловали «Виконт чего-то», например, виконт Арбатнота. На практике, однако, очень немногие поддерживают это титулование, вместо этого они используют более распространенную версию «Виконт такой-то» в общей манере выражения.

## Виконт, как титул учтивости
Многие из дошедших до нас титулов виконта используются как титулы учтивости. Особый британский обычай заключается в том, что наследник графа или маркиза считается виконтом, если вторым по старшинству титулом главы семейства является виконт. Например, старший сын графа Хау — виконт Керзон, потому что это второй по старшинству титул, принадлежащий графу. Однако сын маркиза или графа может называться виконтом, даже если титул виконта не является вторым по старшинству, если те, кто выше него, разделяют своё имя с основным титулом. Например, вторым по старшинству титулом маркиза Солсбери является граф Солсбери, поэтому его наследник использует более низкий титул виконта Крэнборна, чтобы избежать любой возможной путаницы, вызванной тем, что их обоих могли называть лордом Солсбери. Иногда сына пэра можно назвать виконтом, даже если он может использовать более высокий титул учтивости, который отличается по имени от основного титула. Семейная традиция играет в этом роль, например, старший сын маркиза Лондондерри — виконт Каслри, хотя маркиз также является графом Вэйном.

## Виконтства Британских островов

### Виконства Англии в 1440—1707 годах
Это указание на то что виконтство ныне существует
 Виконтства находящиеся в состоянии ожидания наследника
| Титул                    | Дата создания          | Род                  | Состояние                                                | Примечания |
| ------------------------ | ---------------------- | -------------------- | -------------------------------------------------------- | --- |
| Виконт Бомонт            | с 1440 года            | Бомоны               | титул угас в 1507 году                                   | также барон Бомонт |
| Виконт Буршье            | с 14 декабря 1446 года | Буршье               | титул угас в 1540 году                                   | возведён в графа Эссекса в 1461 году |
| Виконт Лайл              | 30 октября 1451 года   | Толботы              | титул угас в 1470 году                                   | |
| Виконт Беркли            | 21 апреля 1481 года    | де Беркли            | титул угас в 1492 году                                   | возведён в графа Ноттингема в 1483 году и маркиза Беркли в 1489 году                                                                           |
| Виконт Лайл              | 28 июня 1483 года      | Греи                 | титул угас в 1504 году                                   | |
| Виконт Ловел             | 1483                   | Ловелы               | титул угас в 1487 году                                   | также барон Ловел и барон Холланд |
| Виконт Уэллс             | 1487 год               | Уэллсы               | титул угас в 1499 году                                   | |
| Виконт Лайл              | 15 May 1513            | Брендоны             | отказался от титула в 1523 году                          | возведён в герцога Саффолка в 1523 году |
| Виконт Лайл              | 25 апреля 1523 года    | Плантагенеты         | титул угас в 1542 году                                   | |
| Виконт Рочфорд           | 1525 год               | Болейны              | титул угас в 1539 году                                   | возведён в графа Ормонда в 1527 году и графа Уилтшира в 1529 году                                                                              |
| Виконт Фицуолтер         | 18 июня 1525 года      | Рэдклиффы            | титул угас в 1643 году                                   | возведён в графа Сассекса в 1529 году |
| Виконт Бошан             | 5 июня 1536 года       | Сеймуры              | титул конфискован в 1551 году                            | возведён в графа Хартфорда в 1537 году и герцога Сомерсета в 1546 году                                                                         |
| Виконт Лайл              | 12 марта 1543 года     | Дадли                | титул конфискован в 1553 году                            | возведён в графа Уорика в 1547 году и герцога Нортумберленда в 1551 году                                                                       |
| Виконт Херефорд          | 2 февраля 1550 года    | Деверё               | титул существует в наше время                            | возведён в графа Эссекса в 1572 году (графский титул угас в 1646 году)                                                                         |
| Виконт Монтегю           | 1554 год               | Брауны               | титул угас в 1797 году                                   | |
| Виконт Говард Биндонский | 13 января 1558 года    | Говарды              | титул угас в 1610 году                                   | |
| Виконт Крэнборн          | 20 августа 1604 года   | Сесилы               | титул существует в наше время                            | возведён в графа Солсбери в 1605 году и маркиза Солсбери в 1789 году                                                                           |
| Виконт Лайл              | 4 мая 1605 года        | Сидни                | титул угас в 1743 году                                   | возведён в графа Лестера в 1618 году |
| Виконт Рочестер          | 1611 год               | Карр                 | титул угас в 1645 году                                   | возведён в графа Сомерсета в 1613 году |
| Виконт Брэкли            | 7 ноября 1616 года     | Эджертоны            | титул угас в 1829 году                                   | возведён в графа Бриджуотера в 1617 году и герцога Бриджуотера в 1720 году (герцогский титул угас в 1803 году)                                 |
| Виконт Уоллингфорд       | 1616 год               | Ноллисы              | титул угас в 1632 году                                   | возведён в графа Банбери в 1626 году |
| Виконт Вильерс           | 27 августа 1616 года   | Вильерсы             | титул угас в 1687 году                                   | возведён в графа Бекингема в 1617 году, маркиза Бекингема в 1618 году и герцога Бекингема в 1623 году                                          |
| Виконт Донкастер         | 5 июля 1618 года       | Хэй                  | титул угас в 1660 году                                   | возведён в графа Карлайла в 1622 году |
| Виконт Пёрбек            | 19 июля 1619 года      | Вильерсы             | титул угас в 1657 году                                   | |
| Виконт Мандевиль         | 1620                   | Монтегю              | титул существует в наше время                            | возведён в графа Манчестера в 1626 году и герцога Манчестера в 1719 году                                                                       |
| Виконт Филдинг           | 30 декабря 1620 года   | Филдинги             | титул существует в наше время                            | возведён в графа Десмонда в 1622 году; также графа Денби с 1675 года                                                                           |
| Виконт Мэнсфилд          | 3 ноября 1620 года     | Кавендиши            | титул угас в 1691 году                                   | возведён в графа Ньюкасла в 1628 году, маркиза Ньюкасла в 1643 году и герцога Ньюкасла в 1665 году                                             |
| Виконт Колчестер         | 5 июля 1621 года       | Дарси                | титул угас в 1735 году                                   | возведён в графа Риверса в 1626 году |
| Виконт Сент-Олбан        | 1621 год               | Бэкон                | титул угас в 1626 году                                   | также барон Верулам |
| Виконт Тейм              | 1621 год               | Берти                | титул угас в 1624 году                                   | вспомогательный титул графа Беркшира |
| Виконт Рочфорд           | 6 июля 1621 года       | Кэри                 | титул угас в 1677 году                                   | возведён в графа Дувра в 1628 году |
| Виконт Андовер           | 23 января 1622 года    | Говарды              | титул существует в наше время                            | возведён в графа Беркшира в 1626 года; также граф Саффолк с 1745 года                                                                          |
| Виконтесса Мейдстон      | 1623 год               | Финчи                | титул существует в наше время                            | возведена в графиню Уинчилси в 1628 году; также граф Ноттингем с 1729 года                                                                     |
| Виконт Сэй и Сил         | 1624                   | Файнсы               | титул угас в 1781 году                                   | создан для Уильям Файнс, 8-го барона Сэя и Сила                                                                                                |
| Виконт Танбридж          | 3 апреля 1624 года     | Бёрки                | титул угас в 1657 году                                   | вспомогательный титул графа Кланрикарда; возведён в графа Сент-Олбанса в 1628 году и маркиза Кланрикарда в 1646 году                           |
| Виконт Уимблдон          | 9 ноября 1625 года     | Сесилы               | титул угас в 1638 году                                   | также барон Сесил из Путни |
| Виконт Сэвидж            | 1626                   | Сэвиджи              | титул угас в 1737 году                                   | наследовал как граф Риверс в 1640 году |
| Виконт Конвей            | 26 июня 1627 года      | Конвей               | титул угас в 1683 году                                   | также виконт Киллалта; возведён в графа Конвея в 1679 году                                                                                     |
| Виконт Ньюарк            | 1627 год               | Пьерпонты            | титул угас в 1773 году                                   | вспомогательный титул графа Кингстон-апон-Халл; возведён в маркиза Дорчестера в 1706 году и герцог Кингстон-апон-Халл а 1715 году              |
| Виконт Уэнтуорт          | 13 декабря 1628 года   | Уэнтуорты            | титул угас в 1695 году                                   | возведён в графа Страффорда в 1640 году |
| Виконт Эскотт            | 2 августа 1628 года    | Дормеры              | титул угас в 1709 году                                   | вспомогательный титул графа Карнарвона |
| Виконт Бейнинг           | 1628 год               | Бейнинги             | титул угас в 1638 году                                   | |
| Виконт Кэмпден           | 5 мая 1628 года        | Хиксы                | титул угас в 1798 году                                   | возведён в графа Гейнсборо в 1682 году |
| Виконт Дорчестер         | 25 июля 1628 года      | Карлтоны             | титул угас в 1632 году                                   | |
| Виконт Голуэй            | 1628 год               | Бёрки                | титул угас в 1657 году                                   | вспомогательный титул графа Сент-Олбанса и графа Кланрикарда; возведён в маркиза Кланрикарда в 1646 году                                       |
| Виконт Сэвил             | 11 июня 1628 года      | Сэвилы               | титул угас в 1671 году                                   | возведён в графа Сассекса в 1644 году |
| Виконт Стаффорд          | 1640 год               | Говарды              | титул конфискован в 1680 году                            | |
| Виконт Фоконберг         | 31 января 1643 года    | Беласайсы            | титул угас в 1815 году                                   | возведён в графа Фоконберг в 1689 году (титул угас в 1700 году) и в 1756 году (титул угас в 1802 году). Также барон Фоконберг.                 |
| Виконт Мордаунт          | 1659 год               | Мордаунт             | титул угас в 1814 году                                   | наследовал как граф Петерборо в 1697 году |
| Виконт Хинчинбрук        | 12 июля 1660 года      | Монтегю              | титул существует в наше время                            | вспомогательный титул графа Сэндвича |
| Виконт Молден            | 20 апреля 1661 года    | Капелы               | титул существует в наше время                            | вспомогательный титул графа Эссекса |
| Виконт Говард из Морпета | 30 января 1661 года    | Говарды              | титул существует в наше время                            | вспомогательный титул графа Карлайла |
| Виконт Корнбери          | 20 апреля 1661 года    | Хайды                | титул угас в 1753 году                                   | вспомогательный титул графа Кларендона |
| Виконт Гренвиль          | 20 апреля 1661 года    | Гренвилы             | титул угас в 1711 году                                   | вспомогательный титул графа Бата |
| Виконт Крейвен           | 1663 год               | Крейвены             | титул угас в 1697 году                                   | вспомогательный титул графа Крейвена |
| Виконт Брюс              | 18 марта 1664 года     | Брюсы                | титул угас в 1747 году                                   | вспомогательный титул графа Эйлсбери; также граф Элгин                                                                                         |
| Виконт Галифакс          | 13 января 1668 года    | Сэвилы               | титул угас в 1700 году                                   | возведён в графа Галифакса в 1679 году и маркиза Галифакса в 1682 году                                                                         |
| Виконт Тетфорд           | 22 апреля 1672 года    | Беннеты и Фицрои     | титул находится в состоянии неопределённости с 1936 года | вспомогательный титул графа Арлингтона; также герцог Графтон с 1723 года по 1936 год                                                           |
| Виконт Ипсвич            | 16 августа 1672 года   | Фицрои               | титул существует в наше время                            | вспомогательный титул графа Юстона; возведён в герцога Графтона в 1675 году                                                                    |
| Виконт Латимер           | 15 августа 1673 года   | Осборны              | титул угас в 1964 году                                   | возведён в графа Данби в 1674 году, маркиза Кармартена в 1689 году и герцога Лидса в 1694 году                                                 |
| Виконт Ярмут             | 1673 год               | Пастоны              | титул угас в 1732 году                                   | возведён в графа Ярмута в 1679 году |
| Виконтесса Бейнинг       | 17 марта 1674 года     | Мюррей               | титул угас в 1678 году                                   | пожизненное пэрство |
| Виконт Кварендон         | 5 июня 1674 года       | Ли                   | титул угас в 1776 году                                   | вспомогательный титул графа Личфилда |
| Виконт Фалмут            | 1 October 1674         | Фицрои               | титул угас в 1716 году                                   | вспомогательный титул графа Нортумберленда; возведён в герцога Нортумберленд в 1683 году                                                       |
| Виконт Тотнес            | 1675 год               | Фицчарльз            | титул угас в 1680 году                                   | вспомогательный титул графа Плимута |
| Виконт Ньюпорт           | 11 марта 1675 года     | Ньюпорты             | титул угас в 1762 году                                   | возведён в графа Брэдфорда в 1694 году |
| Виконт Сондс             | 8 апреля 1676 года     | Сондсы               | титул угас в 1709 году                                   | вспомогательный титул графа Февершема |
| Виконт Дарсли            | 11 сентября 1679 года  | Беркли               | титул угас в 1942 году                                   | вспомогательный титул графа Беркли |
| Виконт Бодмин            | 23 июля 1679 года      | Робартесы            | титул угас в 1757 году                                   | вспомогательный титул графа Рэднор |
| Виконт Брэндон           | 23 июля 1679 года      | Джерарды             | титул угас в 1702 году                                   | вспомогательный титул графа Макклсфилда |
| Виконтесса Корбет        | 23 октября 1679 года   | Корбет               | титул угас в 1682 году                                   | пожизненное пэрство |
| Виконт Таунсенд          | 1682 год               | Таунсенды            | титул существует в наше время                            | возведён в маркиза Таунсенда в пэрстве Великобритании в 1787 году                                                                              |
| Виконт Уэймут            | 1682 год               | Тинны                | титул существует в наше время                            | возведён в маркиза Бата в 1789 году |
| Виконт Хайд              | 29 ноября 1682 года    | Хайды                | титул угас в 1753 году                                   | вспомогательный титул графа Рочестера |
| Виконт Хаттон            | 11 декабря 1683 года   | Хаттоны              | титул угас в 1762 году                                   | |
| Виконт Монтгомери        | 24 марта 1687 года     | Герберты             | титул угас в 1748 году                                   | вспомогательный титул маркиза Поуиса |
| Виконт Рэдклиф и Лэнгли  | 1688 год               | Рэдклиффы            | титул конфискован в 1716 году                            | вспомогательный титул графа Дервентуотера |
| Виконт Монтермер         | 9 апреля 1689 года     | Монтегю              | титул угас в 1749 году                                   | вспомогательный титул графа Монтегю; возведён в герцога Монтегю в 1705 году                                                                    |
| Виконт Вудсток           | 1689 год               | Бентинк              | титул существует в наше время                            | вспомогательный титул графа Портленда; возведён в герцога Портленда в 1716 году (герцогский титул угас в 1990 году)                            |
| Виконт Ламли             | 10 апреля 1689 года    | Ламли                | титул существует в наше время                            | возведён в графа Скарборо в 1690 году |
| Виконт Сидни             | 9 апреля 1689 года     | Сидни                | титул угас в 1704 году                                   | возведён в графа Ромни в 1694 году |
| Виконт Лонгвиль          | 21 апреля 1690 года    | Йелвертоны           | титул угас в 1799 году                                   | возведён в графа Сассекса в 1717 году |
| Виконт Вильерс           | 1691 год               | Вильерсы             | титул существует в наше время                            | возведён в графа Джерси в 1697 году |
| Виконт Глендейл          | 11 июня 1695 года      | Греи                 | титул угас в 1701 году                                   | вспомогательный титул графа Танкервиля |
| Виконт Танбридж          | 1695 год               | Нассау де Зюйлштейн  | титул угас в 1830 году                                   | вспомогательный титул графа Рочфорда |
| Виконт Лонсдейл          | 28 мая 1696 года       | Лоутеры              | титул угас в 1751 году                                   | |
| Виконт Бери              | 10 февраля 1697 года   | Кеппелы              | титул существует в наше время                            | вспомогательный титул графа Албемарла |
| Виконт Дирхерст          | 26 апреля 1697 года    | Ковентри             | титул существует в наше время                            | вспомогательный титул графа Ковентри |
| Виконт Барфлер           | 7 мая 1697 года        | Расселлы             | титул угас в 1727 году                                   | вспомогательный титул графа Орфорда |
| Виконт Бостон            | 1698 год               | де Нассау д’Оверкирк | титул угас в 1754 году                                   | вспомогательный титул графа Грэнтэм |
| Виконт Годерич           | 14 ноября 1706 года    | Греи                 | титул угас в 1740 году                                   | вспомогательный титул маркиза Кента; возведён в герцога Кентского в 1710 году                                                                  |
| Виконт Хинтон            | 24 декабря 1706 года   | Паулетты             | титул угас в 1973 году                                   | вспомогательный титул графа Паулетта |
| Виконт Риалтон           | 26 декабря 1706 года   | Годолфины            | титул угас в 1766 году                                   | вспомогательный титул графа Годолфина |
| Виконт Малпас            | 29 декабря 1706 года   | Чамли                | титул существует в наше время                            | вспомогательный титул графа Чамли; возведён в маркиза Чамли в 1815 году                                                                        |
| Виконт Уинчендон         | 1706 год               | Уортоны              | титул угас в 1731 году                                   | вспомогательный титул графа Уортона; возведён в маркиза Катерло, маркиза Уортона и маркиза Малмсбери в 1715 году и герцога Уортона в 1718 году |
| Виконт Норталлертон      | 1706 год               | —                    | соединился с короной в 1727 году                         | вспомогательный титул герцога Кембриджского, позднее принц Уэльский и король                                                                   |

### Виконтства Шотландии в 1606—1707 годах
Это указание на то что виконтство ныне существует

### Виконтства Великобритании в 1707—1801 годах
Это указание на то что виконтство ныне существует

### Виконтства Ирландии в около 1406—1825 годах
Это указание на то что виконтство ныне существует

### Виконтства Соединённого королевства с 1801 года
Это указание на то что виконтство ныне существует